# 马恩河畔迈里
马恩河畔迈里（法語：Mairy-sur-Marne，法語發音：[mɛʁi syʁ maʁn]）是法国马恩省的一个市镇，位于该省中部，属于香槟沙隆区。

## 地理
马恩河畔迈里（48°52'56"N, 4°24'33"E）面积20.78 平方千米，位于法国大東部大區马恩省，该省份为法国东北部内陆省份，北起阿登省，西北接埃纳省，西南接塞纳-马恩省，南至奥布省，东南接上马恩省，东临默兹省。
与马恩河畔迈里接壤的市镇（或旧市镇、城区）包括：塞尔农、舍皮、库佩、科勒河畔埃屈里、圣日耳曼城、科勒河畔圣康坦、索尼欧穆兰、托尼欧伯夫、马恩河畔韦西尼厄勒。

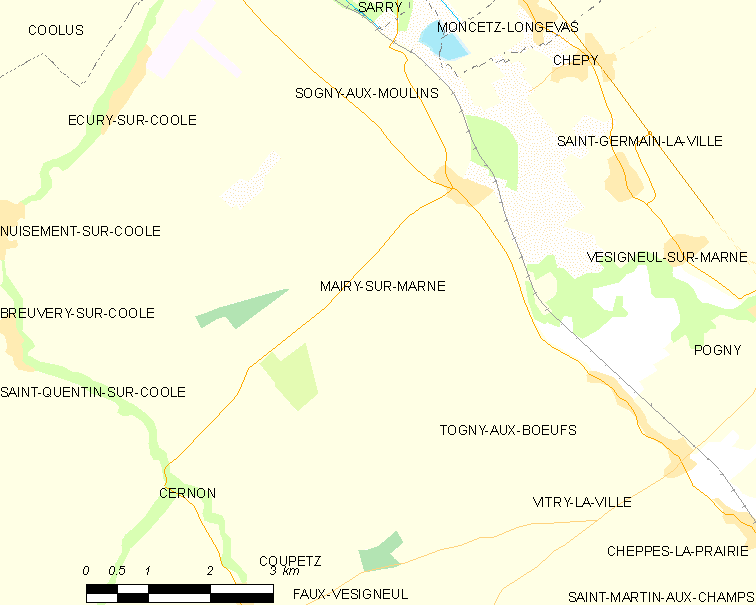
马恩河畔迈里的OSM定位图

马恩河畔迈里的时区为UTC+01:00、UTC+02:00（夏令时）。

## 行政
马恩河畔迈里的邮政编码为51240，INSEE市镇编码为51339。

## 政治
马恩河畔迈里所属的省级选区为香槟沙隆第三县。

## 人口

1962-2008年间马恩河畔迈里人口变化图示

马恩河畔迈里于2022年1月1日时的人口数量为565人。